# Efekt Primakoffa
Efekt Primakoffa – hipotetyczne zjawisko, polegające na powstawaniu aksjonów w gwiazdach, gdy naładowana elektrycznie cząstka (zazwyczaj elektron) rozprasza się na grupie fotonów.
Detektory wykrywać będą aksjony (o ile one istnieją) wykorzystując efekt odwrotny – w silnym polu magnetycznym aksjon rozpada się na 2 fotony z części mikrofalowej widma elektromagnetycznego. Te pojedyncze fotony mogą być rejestrowane, dzięki czemu moglibyśmy uzyskać informacje na temat aksjonów, z których powstały.